# Fernando Linares Beltranena
Fernando Linares Beltranena (Washington D. C., 1948) es un abogado consituctionalista, político y exdiputado guatemalteco.

## Biografía
Nacido en Washington D. C. en 1948, Linares Beltranena vivió la primera parte de su vida en el exterior, regresando a Guatemala por 4 años en 1954. Cursó como Abogado y Notario en la Universidad Rafael Landivar en 1973, y posteriormente una maestría en Economía en U.C.L.A. 
Fue electo como diputado en las Elecciones a Asamblea Nacional Constituyente de Guatemala de 1984, de la cual resultó la constitución Guatemalteca actual.
Linares Beltranena ha sido fuertemente criticado por sus posturas políticas y fallidas iniciativas de ley; además por su trayectoria profesional como abogado. Entre los casos en los cuales participó están: 
- Jairo Orellana, Fue defensor de este exjefe de la asociación criminal Los Zetas.
- Oscar Mejía-Víctores, defensor de este acusado de delitos contra la humanidad y Genocidio, y quien muriera antes de terminar su proceso penal.
- Manuel Castillo, defensor. Castillo fue sentenciado como autor intelectual[3] del asesinato de 5, 4 de ellos diputados salvadoreños del Parlacen en 2007, y quien fuera ejecutado extrajudicialmente por otro reo en prisión.[4]
- Francisco Ortega Menaldo, defensor. Señalado por dirigir "La Cofradía", una asociación criminal dedicada al lavado de dinero y otros ilícitos.
- Parte acusada en un Antejuicio por discriminación, investigado por el MP en 2017 al referirse a las personas con discapacidad como 'un gasto para el país'.[5]

Sirvió en el Congreso de la República de Guatemala desde 2016-2020 con el Partido de Avanzada Nacional, y a su disolución, con el Partido Cambio. En las Elecciones generales de Guatemala de 2023 no fue reelecto.
Durante su periodo en el Congreso, propuso varias iniciativas de Ley, con poco éxito. Como la iniciativa 5377, que proponía dar amnistía a criminales de guerra por sus acciones durante el Conflicto armado interno de Guatemala. La iniciativa 5522 "Anti-Invasiones", enmarcada como 'protección a la propiedad privada', pero orientada a criminalizar la organización campesina, catalogándola como tráfico de personas, y extendiendo aún más las penas criminales de los asentamientos de poblaciones indígenas de sus tierras ancestrales en condiciones de legalidad incierta; desalojos violentos que persisten a la fecha.
Durante el periodo del embajador Stephen McFarland se le fue retirada por primera vez su visa estadounidense, ya que a pesar de haber nacido en EE. UU, es ciudadano guatemalteco, y requiere de este documento para acceder a este país. El abogado apeló a esta decisión. El retiro de su permiso de viaje ocurrió nuevamente durante el periodo del embajador Will Popp, como consecuencia de sus críticas y acciones contra CICIG y el lobbying e intento fallido de declaración de non-grato, contra el embajador Todd Robinson. En 2017, uno de sus hijos, veterano de las fuerzas armadas de EE. UU, falleció por un paro cardíaco en Carolina del Sur, al cual F. Linares no pudo asistir.
En enero del año 2024, el exdiputado interpuso un amparo a favor de Consuelo Porras, dirigente del MP acusada de corrupción, para buscar evitar su remoción del puesto. En Abril, accionó un Amparo por la elección de representantes de la Junta Monetaria y en julio de 2024 presentó una acción de Amparo en la Corte de Constitucionalidad contra el proceso de Postulación de Magistrados de la Corte Suprema, contra el Congreso y ambas Postuladoras por la amenaza de injerencia de la OEA en los procesos.